# Paul Dooley
Paul Dooley (født 22. februar 1928 i Parkersburg (West Virginia), USA) er en amerikansk skuespiller. Han er kendt som Wimpy i filmen Skipper Skræk fra (1980).